# Ferrorosemaryite
La ferrorosemaryite è un minerale.